# Vigan
Ciutat històrica de Vigán (美 岸, hokkien (peh-OE-jī): bîgán, mandarí estàndard (pinyin): Meian, ilocano: Siyudad tu Vigan, tagal: Vigan) és una ciutat de les Filipines, dins de la regió d'Ilocos, sent la capital de la província d'Ilocos Sud. La ciutat està situada a la costa occidental de la gran illa de Luzón, enfront del Mar de la Xina Meridional. Està inscrita a la llista del Patrimoni de la Humanitat de la UNESCO des del 1999.
És un dels pocs pobles colonials espanyols que queden a les Filipines, on les seves estructures van quedar intactes, i és ben conegut pels seus carrers empedrats i una arquitectura única que fusiona edificis de les Filipines i orientals i la construcció colonial europea.
L'expresident de les Filipines Elpidio Quirino, va néixer a Vigan, en la ubicació actual de la Presó Provincial (el seu pare era un guàrdia), i residia a la Mansió Syquia.